# Западна област (Сиера Леоне)
Западната област (на английски: Western Area) е една от 4-те главни административни единици на Сиера Леоне. Останалите 3 единици са провинциите северна, източна и южна.
Западната област включва столицата на страната – град Фрийтаун, предградията му и няколко населени места, в близост до града. Площта на областта е 557 км², а населението е 1 500 234 души (по преброяване от декември 2015 г.). Тази област е най-богатата от всички административни единици, има най-добре развита икономика, финансов и културен център, също и седалище на правителството на Сиера Леоне.
Областта е разделена на 2 района:
- Фрийтаун - градски район – включва град Фрийтаун и няколко негови предградия;
- Фрийтаун - селски район – включва няколко населени места в близост до Фрийтаун.

## Граници
На североизток западната област граничи със северната провинция, а на югоизток с южната провинция. Най-голяма част от дължината на границите на областта, обаче, заема бреговата линия с Атлантическия океан. Западната област е единствената от четирите административни единици на Сиера Леоне, която не граничи с чужда държава.